# ماثيو هيلتون
ماثيو هيلتون (14 يونيو 1965 بمونتريال في كندا - ) هو ملاكم كندي.

## إحصائيات
خاض خلال مسيرته 37 نزالا، فاز في 32 وتعادل في 2 وخسر في 3. فاز بالضربة القاضية في 24 نزالا.

## روابط خارجية
- ماثيو هيلتون على موقع بوكس ريك (الإنجليزية) (registration required)